# Son alibi
Pour plus de détails, voir Fiche technique et Distribution.
Son alibi (Her Alibi) est un film américain réalisé par Bruce Beresford, sorti en 1989.

## Synopsis
Phil Blackwood est un écrivain qui connaît le succès avec « Peter Swift », personnage principal de ses romans policiers. Pourtant, depuis quelque temps, il peine dans l'écriture de sa dernière histoire. Sam, son éditeur et ami, lui conseille de trouver une nouvelle femme, et que de cette façon, il trouvera mille nouveaux crimes pour son roman. Devant son ordinateur, pourtant il efface tout ce qu'il a déjà écrit. 
Le lendemain, il se rend au tribunal, espérant y découvrir matière à une nouvelle intrigue. Il retrouve sur place des retraités qui passent leur temps à deviner les peines et les jugements des criminels qui passent à la barre. C'est là que Phil voit passer une jeune roumaine du nom de Nina, belle et sensuelle, accusée d'un meurtre. Aussitôt, il voit là matière à une nouvelle histoire pour son roman, et pour en savoir plus, décide de la rencontrer en prison, sous l'apparence d'un prêtre catholique venu la confesser. Il finit par se persuader que Nina est vraiment innocente et décide de lui servir d'alibi à la seule condition, qu'elle passe un peu de temps chez lui. Il sera ainsi « son alibi ». Nina, qui à maille à partir avec une bande de roumains, décide d'accepter. 
Mais très vite, des choses étranges se produisent autour de lui, et Phil commence à se poser des questions sur l'innocence de sa protégée.
La dernière séquence du film montre Phil Blackwood qui a fini de rédiger son roman et qu'il a intitulé « Son alibi ».

## Fiche technique
- Titre original : Her Alibi
- Titre français : Son alibi
- Réalisation : Bruce Beresford
- Scénario : Charlie Peters
- Directeur artistique : Steven Walker
- Chef décorateur : Henry Bumstead
- Décorateur de plateau : James W. Payne
- Costumes : Ann Roth
- Directeur de la photographie : Freddie Francis
- Montage : Anne Goursaud
- Musique : Georges Delerue
- Production : 
  - Producteur : Keith Barish (en)
  - Producteur exécutive : Martin Elfand
  - Producteur associée : Daniel Franklin
- Société(s) de production : Warner Bros. (presents)
- Société(s) de distribution : (États-Unis) / (France) Warner Bros.
- Pays de production : États-Unis
- Année : 1989
- Langue originale : anglais, français, roumain, espagnol
- Format : couleur (Technicolor) – 35 mm – 1,85:1 – Dolby
- Genre : comédie policière
- Durée : 90 minutes
- Dates de sortie : 
  - États-Unis : 3 février 1989
  - France : 28 juin 1989

## Distribution
- Tom Selleck (VF : Claude Giraud) : Phil Blackwood
- Paulina Porizkova : Nina
- William Daniels : Sam
- James Farentino : Frank Polito
- Hurd Hatfield : Troppa
- Ronald Guttman : 'Lucy' Comanescu
- Victor Argo : Avram
- Patrick Wayne : Gary Blackwood
- Tess Harper : Sally Blackwood
- Bill Smitrovich : Farrell
- Bobo Lewis : Rose

## Distinction

### Nomination
- Razzie Awards 1990 :
  - Pire actrice pour Paulina Porizkova